# Krister Trondsen
Krister Trondsen (* 12. Februar 1978) ist ein ehemaliger norwegischer Skilangläufer.

## Werdegang
Trondsen, der für den Byåsen IL und den Strindheim IL startete, hatte seinen ersten internationalen Erfolg bei den Nordischen Junioren-Skiweltmeisterschaften 1997 in Canmore. Dort gewann er die Bronzemedaille mit der Staffel. Zudem wurde er Neunter über 10 km klassisch. Im folgenden Jahr holte bei den Nordischen Junioren-Skiweltmeisterschaften in Pontresina die Bronzemedaille über 30 km klassisch und die Silbermedaille mit der Staffel. Im Januar 2000 lief er in Nybygda sein erstes Rennen im Continental-Cup. Dort belegte er den 36. Platz über 10 km klassisch. Sein Debüt im Skilanglauf-Weltcup hatte er im März 2000 in Lahti, das er auf dem 46. Platz im Sprint beendete. Bei seinen zweiten Auftritt im Weltcup im selben Monat in Oslo holte er mit dem 15. Platz im Sprint seine ersten Weltcuppunkte. Im Januar 2002 erreichte er mit dem dritten Platz über 10 km klassisch in Otepää seine erste Podestplatzierung im Continental-Cup. Im folgenden Jahr siegte er über 30 km klassisch beim Continental-Cup in Keuruu. In der Saison 2006/07 kam er im Weltcup dreimal in die Punkteränge. Dabei erreichte er mit dem sechsten Platz im Sprint in Drammen seine beste Platzierung im Weltcupeinzel. Im Scandinavian-Cup errang er mit vier Top-Zehn-Resultaten, darunter Platz zwei über 10 km klassisch in Jõulumäe, den zweiten Platz in der Gesamtwertung. Sein letztes internationales Rennen absolvierte er im Januar 2008 beim Scandinavian-Cup in Tolga, welches er auf dem 28. Platz im Skiathlon beendete. Zudem wurde Trondsen im Jahr 2001 norwegischer Meister mit der Staffel von Byåsen IL und 2006 und 2007 Meister mit der Staffel von Strindheim IL.

## Siege bei Continental-Cup-Rennen
| Nr. | Datum            | Ort    | Disziplin       | Serie           |
| --- | ---------------- | ------ | --------------- | --------------- |
| 1.  | 23. Februar 2003 | Keuruu | 30 km klassisch | Continental-Cup |